# 1881年ジェームズ・ガーフィールド大統領就任式
第20代アメリカ合衆国大統領のジェームズ・A・ガーフィールドの就任式は、1881年3月4日金曜日にワシントンD.C.のアメリカ合衆国議会議事堂のイーストポルティコで行われた。これは24回目となる大統領就任式であり、大統領としてのガーフィールドと副大統領としてのチェスター・A・アーサーの唯一の任期の始まりとなった。ガーフィールドは任期開始から199日目に暗殺され、アーサーが大統領職を引き継いだ。ガーフィールドの大統領就任宣誓は最高裁判所長官のモリソン・ワイトが執り行った。

## 就任
ガーフィールドは1881年2月28日月曜日にオハイオ州メンターの自宅からワシントンD.C.へと出発した。
演説の中でガーフィールドはアフリカ系アメリカ人の参政権を妨害しようとする試みを非難し、金本位制への自信を表明し、高い非識字率の危険性を警告し、末日聖徒イエス・キリスト教会の信者による一夫多妻の実践を忠告した。ガーフィールドは非常に優れた演説家として知られていたが、就任演説の作成は困難を極めた。就任式の3日前に彼は演説原稿を破棄し、新たな演説の作成に熱中し始めた。彼が不眠不休で書き上げた演説は出席者の大きな期待に応えることができなかった。

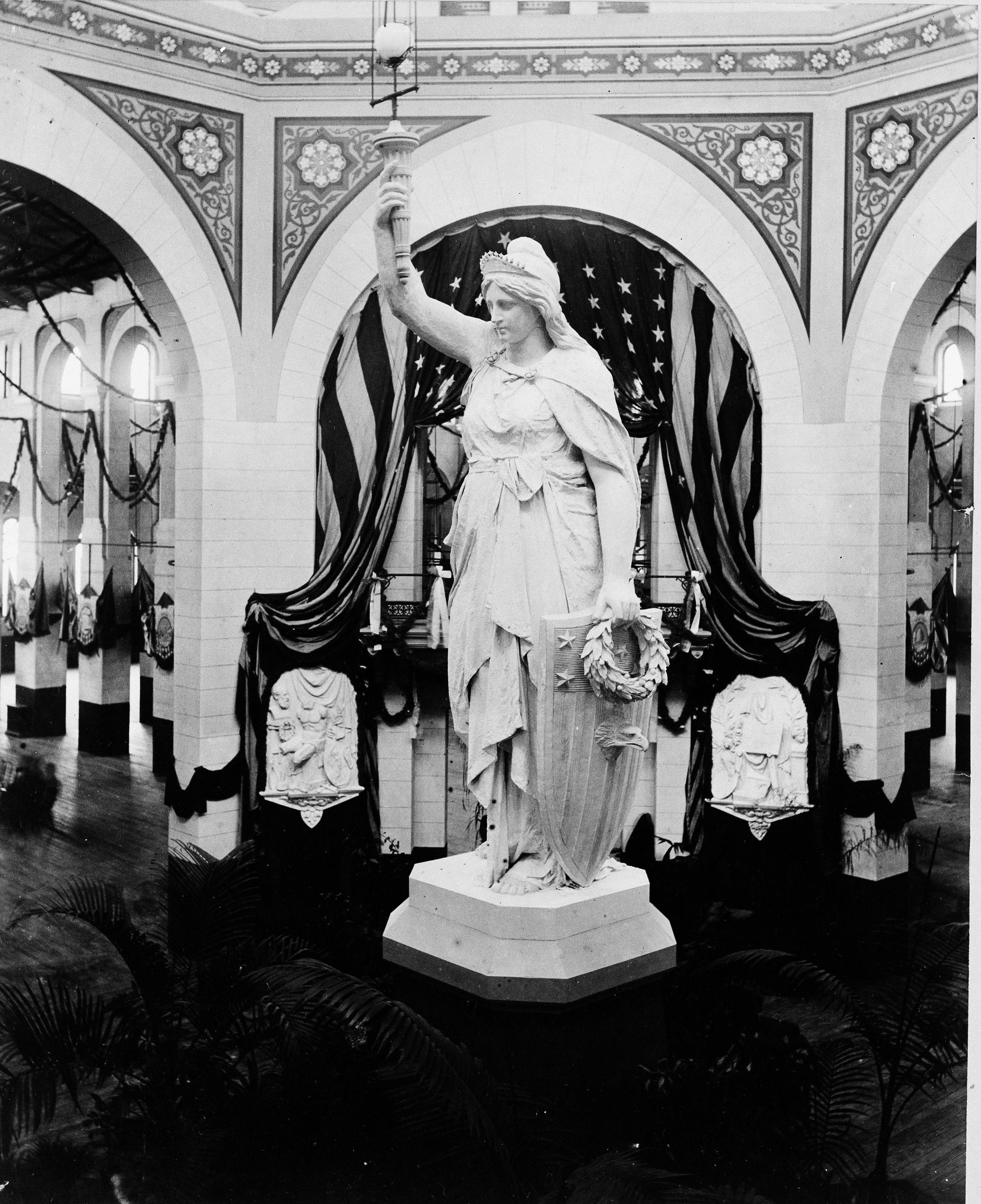
芸術産業館のロタンダにある「アメリカの像」

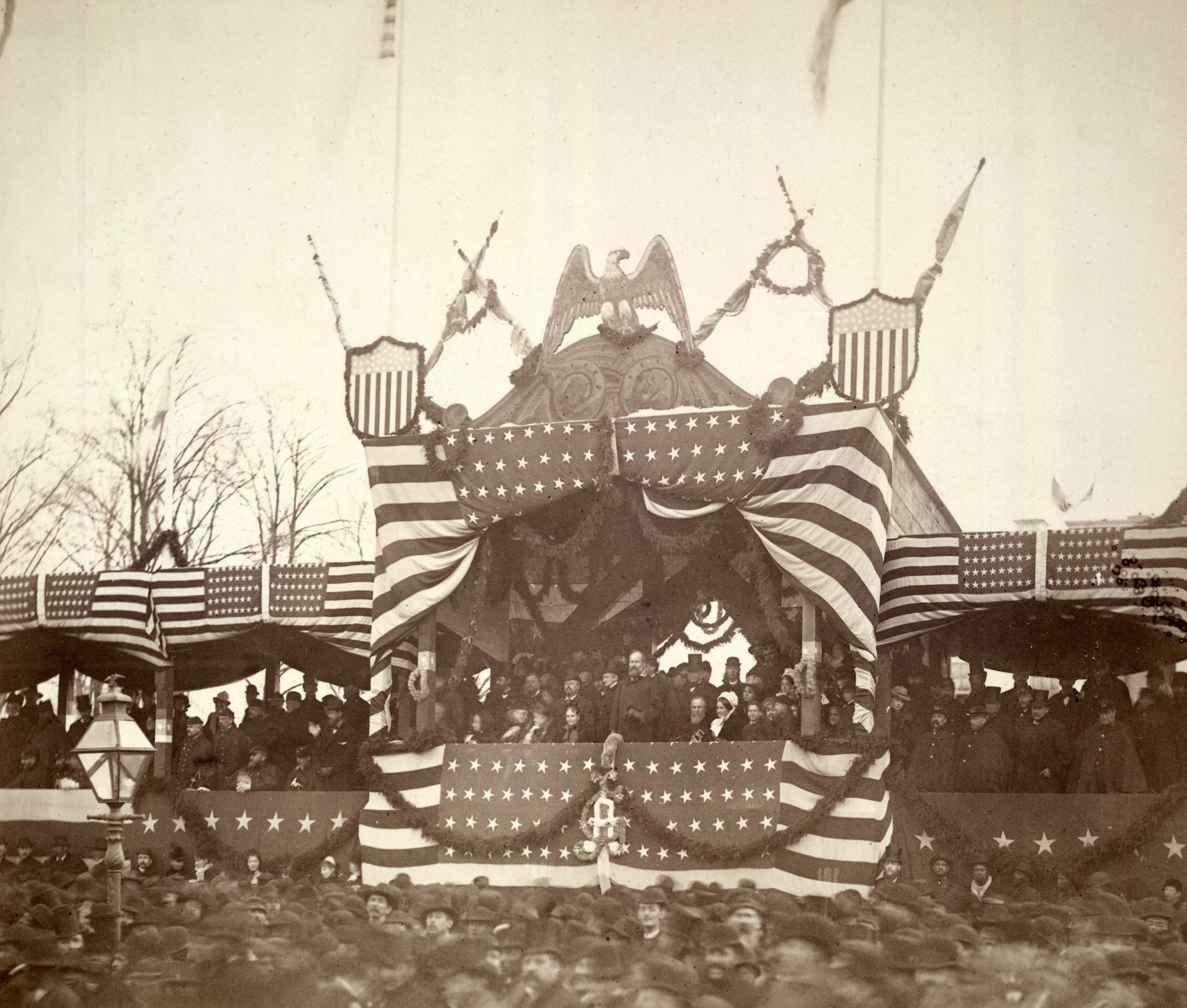
ホワイトハウス前で就任パレードの閲兵式に臨むガーフィールド（写真中央に立っている人物）。ガーフィールドの右側は妻のルクレティア、左側は前大統領のラザフォード・B・ヘイズとその妻のルーシー・ウェブ・ヘイズ。

## 就任舞踏会
ガーフィールドの就任舞踏会はスミソニアン協会の芸術産業館で就任式の夜に催された。この祝賀会の目玉は博物館のロタンダに展示された右手に電灯を持つ大きな「アメリカの像」であった。催しの音楽はジョン・フィリップ・スーザが指揮し、フィラデルフィアのゲルマニア・オーケストラとアメリカ海兵隊軍楽隊が演奏した。